# Новий Зірган
Новий Зірга́н (рос. Новый Зирган, башк. Яңы Ергән) — село у складі Хайбуллінського району Башкортостану, Росія. Адміністративний центр Новозірганської сільської ради.
Населення — 301 особа (2010; 337 в 2002).
Національний склад:
- башкири — 79%